# La casa del sorriso
La casa del sorriso è un film del 1991 diretto da Marco Ferreri.
La pellicola vinse l'Orso d'oro al Festival di Berlino del 1991.

## Trama
Adelina e Andrea sono due anziani non più autosufficienti, entrambi ospitati in una casa di riposo della Romagna. Adelina vi è arrivata perché la nuora, dopo la morte del marito, non aveva più tempo per occuparsi di lei. Andrea, detto "il maestro" per la sua passione per la chitarra, si vede ospitare nella stessa struttura anche l'ex moglie ungherese.
Con il passare del tempo e con l'aumento della passione tra i due, la loro relazione diventa sempre più imbarazzante e malvista dagli altri inquilini e dal personale della casa di riposo.

## Riconoscimenti
- 1991 - Festival di Berlino
  - Orso d'oro a Marco Ferreri
- 1991 - David di Donatello
  - Candidatura Miglior film
  - Candidatura Miglior sceneggiatura a Liliane Betti, Marco Ferreri e Antonino Marino
  - Candidatura Migliore attrice protagonista a Ingrid Thulin
  - Candidatura Migliore attore non protagonista a Enzo Cannavale
- 1992 - Nastro d'argento
  - Candidatura Regista del miglior film a Marco Ferreri
  - Candidatura Migliore attrice non protagonista a María Mercader